# A Twist in the Myth
A Twist in the Myth is het achtste album van Blind Guardian, uitgebracht in 2006 door Nuclear Blast.

## Track listing
1. This Will Never End – 5:07
2. Otherland – 5:14
3. Turn the Page – 4:16
4. Fly – 5:43
5. Carry the Blessed Home – 4:03
6. Another Stranger Me – 4:36
7. Straight Through the Mirror – 5:48
8. Lionheart – 4:15
9. Skalds and Shadows – 3:13
10. The Edge – 4:27
11. The New Order – 4:49